# Valutazione d'impatto di genere
La Valutazione di Impatto di Genere (VIG) è un processo sistematico utilizzato per analizzare come le politiche, i programmi, i progetti o le leggi possono influenzare in modo differenziato uomini e donne, al fine di promuovere l'uguaglianza di genere e prevenire discriminazioni.
La VIG mira a identificare e valutare gli effetti potenziali delle iniziative in termini di uguaglianza di genere, assicurando che le decisioni politiche tengano conto delle diverse esigenze e situazioni di uomini e donne.

## Benefici e finalità
La valutazione d'impatto di genere ha come finalità principale l'assunzione di un approccio orientato al genere nel processo valutativo e nella programmazione degli interventi. Questo approccio garantisce che le politiche e i progetti non solo evitino di perpetuare disuguaglianze di genere, ma promuovano attivamente un ambiente più equo e inclusivo. Investire nella VIG permette di prevenire l'incremento inconsapevole delle disuguaglianze di genere, ridurre il divario di genere in modo significativo e migliorare le condizioni di lavoro, incrementando la produttività del sistema.
Inoltre, la VIG orienta i policy maker a prendere decisioni informate che considerino le diversità come valore chiave per la sostenibilità delle scelte effettuate. Offre opportunità di apprendimento continuo per le competenze della pubblica amministrazione e sviluppa una "sensibilità di genere" essenziale per la destrutturazione degli stereotipi di genere. Infine, integra i fattori ESG (ambientali, sociali e di governance) nei processi decisionali della pubblica amministrazione, promuovendo una governance più responsabile e sostenibile.